# 鍬渓温泉
鍬渓温泉（くわたにおんせん）は、兵庫県小野市下来住町山寄にある温泉（冷泉）。1582年に発見されて400年以上の歴史を持ち、昭和初期までは温泉旅館があり、内外の来場者でにぎわったが、その後、旅館や湯治客は姿を消した。関西で数少ない湯治場の雰囲気を残す秘湯として知られ、かつては「関西最後の秘湯」と称されることもあった。2010年に廃業したが、地元住民や遠方の愛好家らの復活を望む声が強く、小野市の支援を受け公衆浴場「きすみのの郷」として2018年5月10日に再開された。

## 泉質
- 含鉄-ナトリウム - 塩化物泉
  - 源泉温度14-16度（冷鉱泉）
  - 源泉の色は無色であるが、時間が経過とともに酸化により鉄錆色に変化する。

井戸から湧出する源泉を加温し掛け流している。湯の成分は濃く、アトピー性皮膚炎に特効があるという（ただし、効能はその効果を万人に保証するものではない）。
かつては、濁り湯で源泉かけ流しであったが、リニューアル後は保健所の指導により、透明になるまで濾過を行っているため、現在は無色透明である。また、かつては消毒を行っていなかったが、これも保健所の指導で現在は塩素消毒剤が使用されている。
湯小屋のすぐ前の井戸が源泉である。

## 温泉地

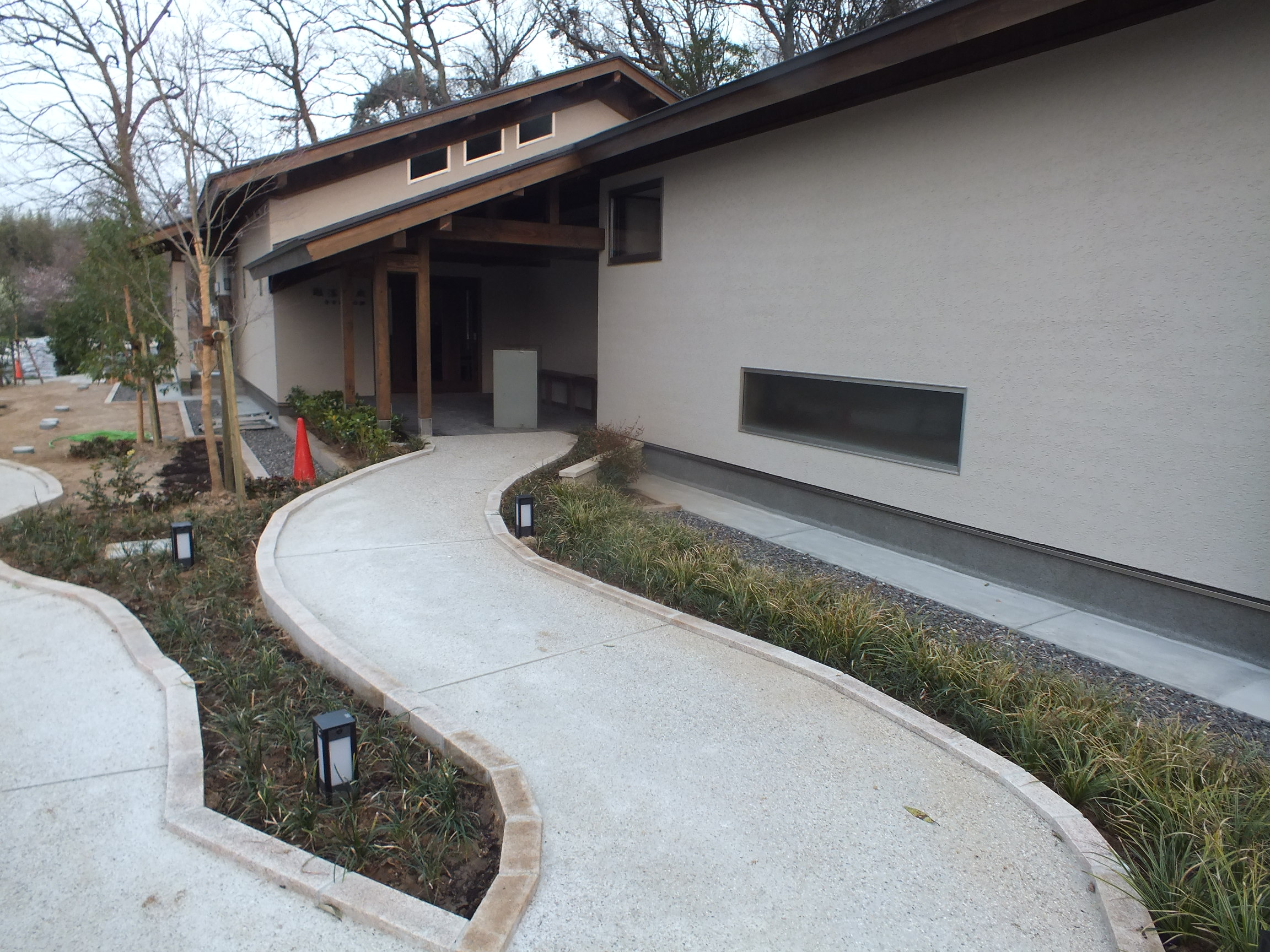
2018年5月、小野市の支援を受け「鍬渓温泉きすみのの郷」として8年ぶりに営業が再開された鍬渓温泉新棟。

戦国時代の1582年に湧出したと伝わる井戸「塩の井」を源泉とし、古くは宿泊施設も立ち並ぶなど湯治場としてにぎわい、温泉旅館は昭和初期頃まで残存した。
加古川右岸の田園地帯の山すそにあり、すぐそばをJR加古川線が走る。山の麓の鍬渓神社のすぐ側に、建つバラックの小屋（旧・鍬渓温泉）が鍬渓温泉であったが、看板もなく鍬渓温泉と書かれた大きな石碑も自動車で通過すれば見落とすこともある。そのため、初めて温泉地に来る客がなかなか到着できない事でも知られている。最近に道路わきに新たに「小野の秘湯鍬渓温泉」の標識が「きすみのまちづくり協議会」により立てられた。

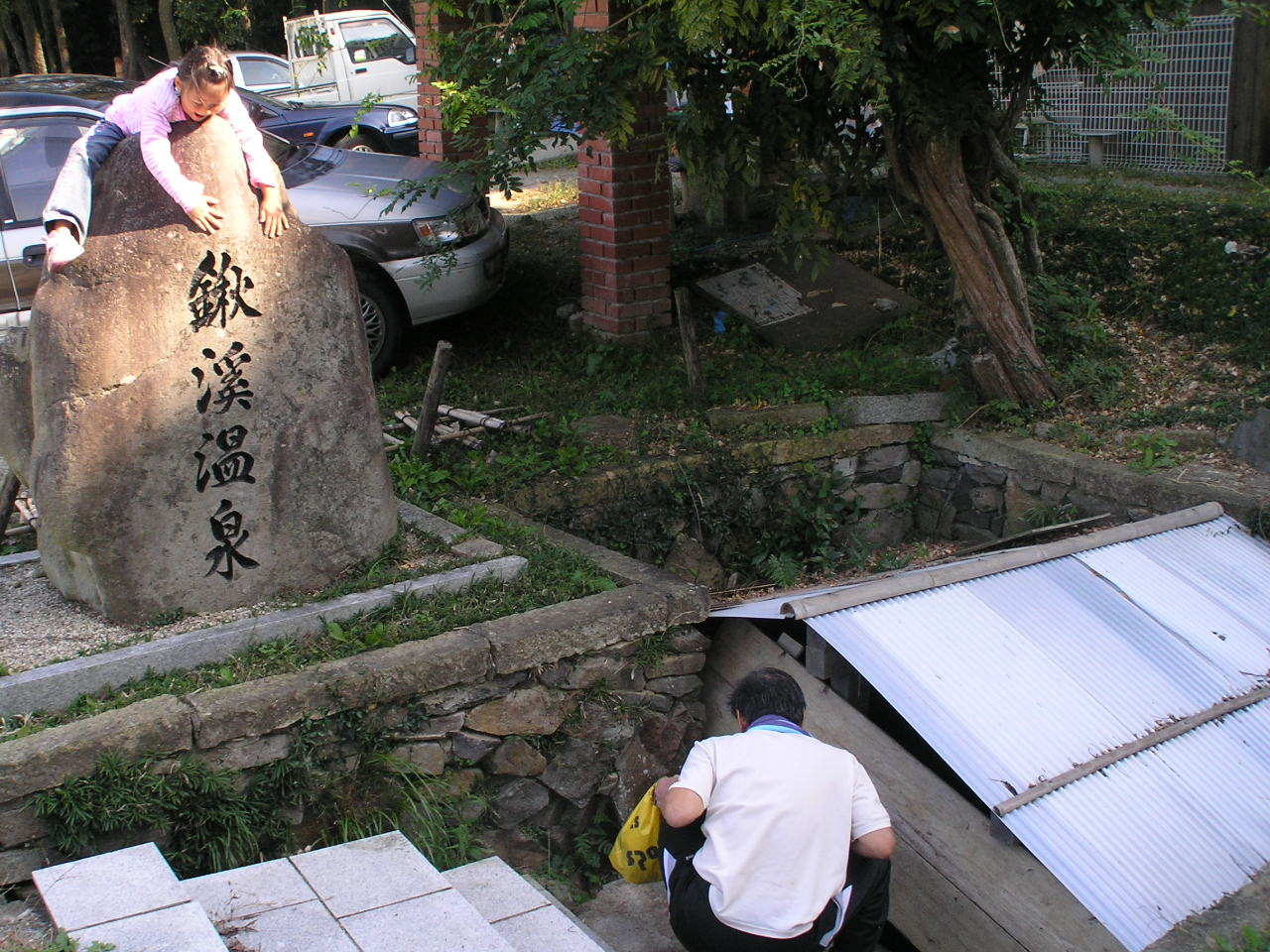
旧・鍬渓温泉源泉井戸

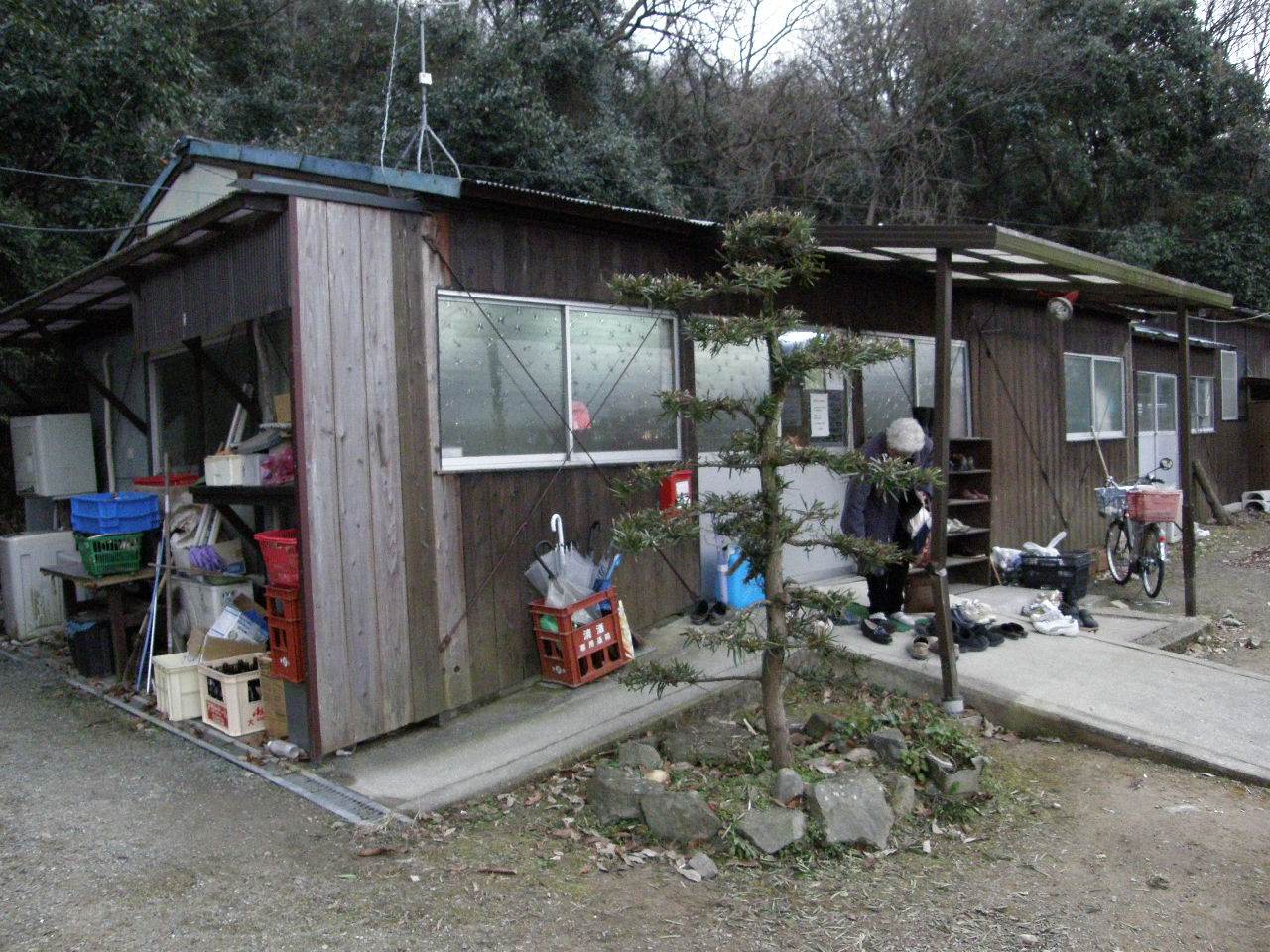
旧・鍬渓温泉母屋 2009年1月4日

1994年、地元の男性が建物を建設し、湯船や脱衣所などのを設け、次第に入浴料を取って営業するようになった。男性の死後、温泉は地元の老人会有志が管理するようになった。温泉のスタッフもすべて地元の老人会のメンバーより構成される。受付では必ず名前と住所を聞かれ、ノートに書き込まれる。入湯料を一度払えば、一旦外出しての再入湯も可能である。休憩所はさながら東北辺りの湯治場のような生活感に溢れ、玄関先には洗濯物が干されていたりする。入浴客は地元のみならず、近年はインターネットを通して知る遠来の客も多くなっていた。数少ない秘湯の雰囲気と効能、親切でアットホームな雰囲気を好むリピーターが多く加古川市、三木市のほか、愛知県、山口県など遠方からの愛好家の来訪もあった。
2010年、燃料ホースの切断事件がきっかけとなり廃業した。地元住民や遠方の愛好家らの復活への希望が多く、小野市は2017年3月定例会に提出する2016年度一般会計予算案に、鍬谷温泉の再生のための整備費1億2000万円を盛り込んだ。男女それぞれ5人程度が入れる風呂と、地元産の食材を提供する食堂を想定。運営は従来通り地元組織に委託し、高齢者の活動の場とする予定。温泉法による営業許可にはボーリング調査費用など多額の経費が掛かるため、公衆浴場法での許可を予定していると伝えられる。その後、2017年9月には1億6000万円を投じ、205m2の平屋の和風木造施設の整備が決まり、同時に10人ほどしか入れない狭さを逆手に取り秘湯感と穴場感を演出するという再建案が伝えられた。2018年5月10日、「鍬渓温泉きすみのの郷」として8年ぶりに営業が再開される。

## 2010年までの営業

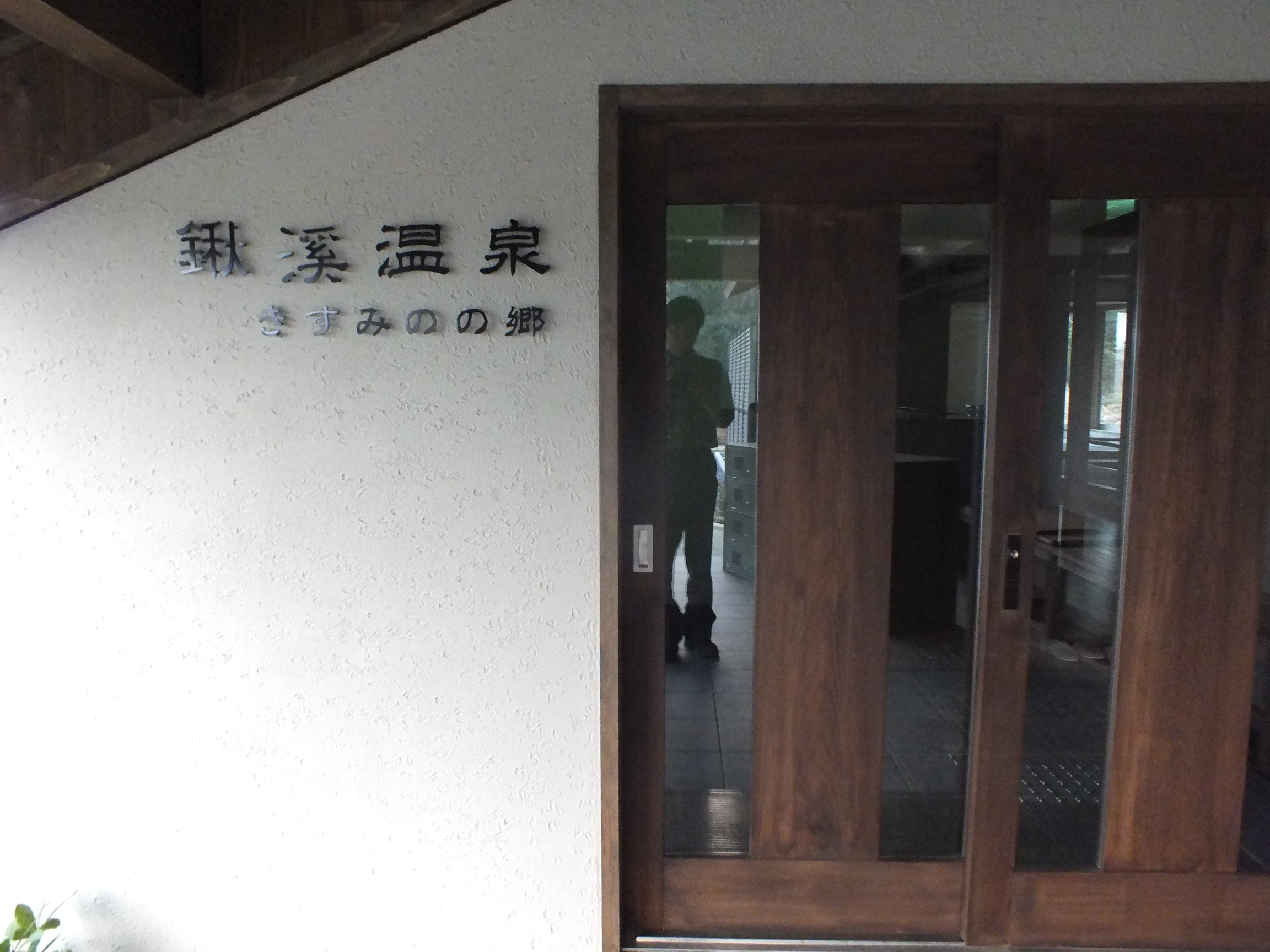
2018年5月に再開された「鍬渓温泉きすみのの郷」新棟玄関

- 営業時間 8時 - 17時（夏期18時）
- 定休日/月・火・水・金
- 入浴料 550円
- お風呂 男女別内風呂1 露天風呂なし

## 2018年以降「きすみのの郷」の営業
- 営業時間 11時 - 20時
- 定休日/火・水
- 入浴料 600円
- 風呂 男女別内風呂1 露天風呂なし

## 歴史

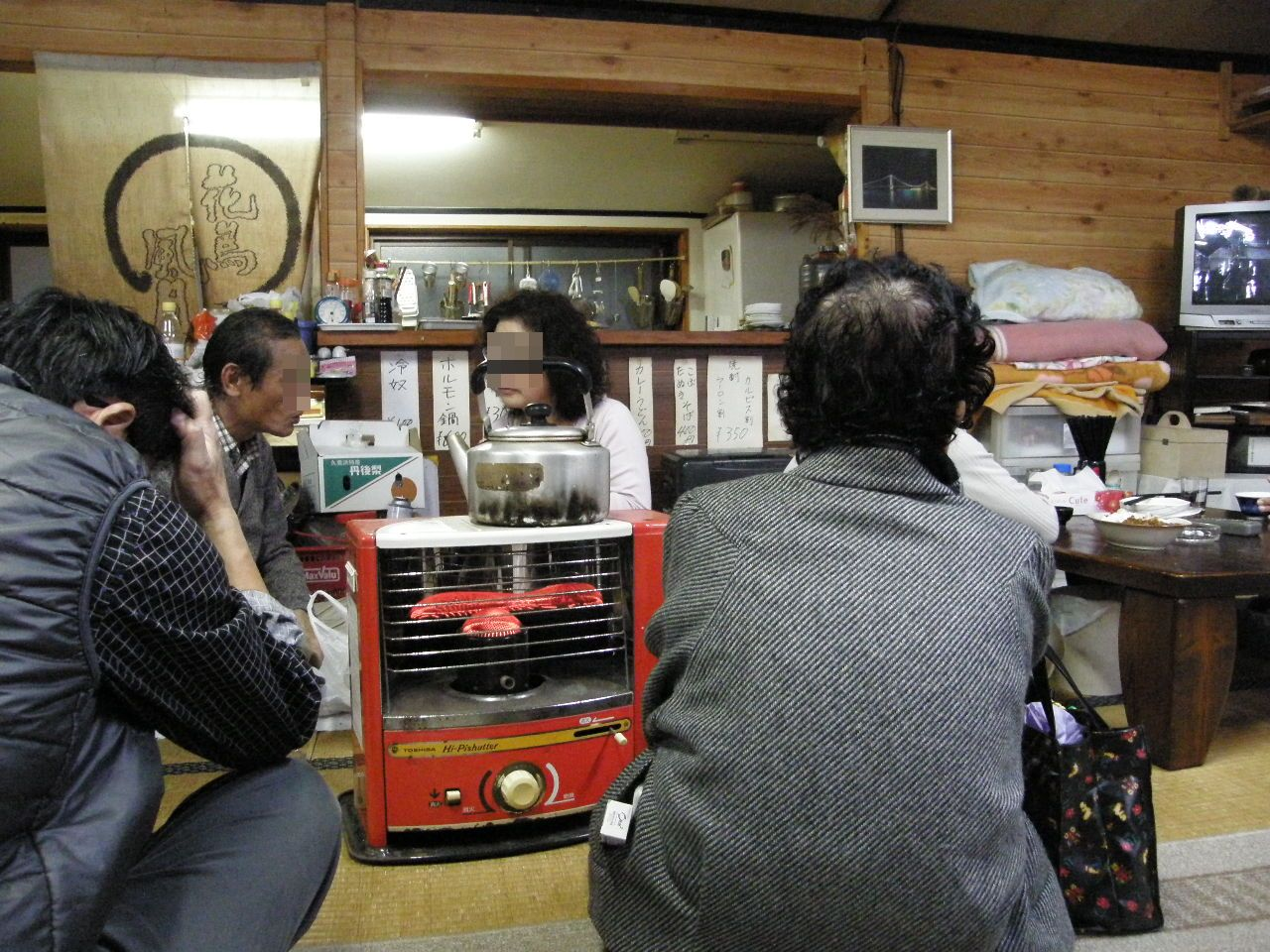
休憩所ではさながら東北の湯治場を思わせる雰囲気が残されていた（2009年休業1年前）。

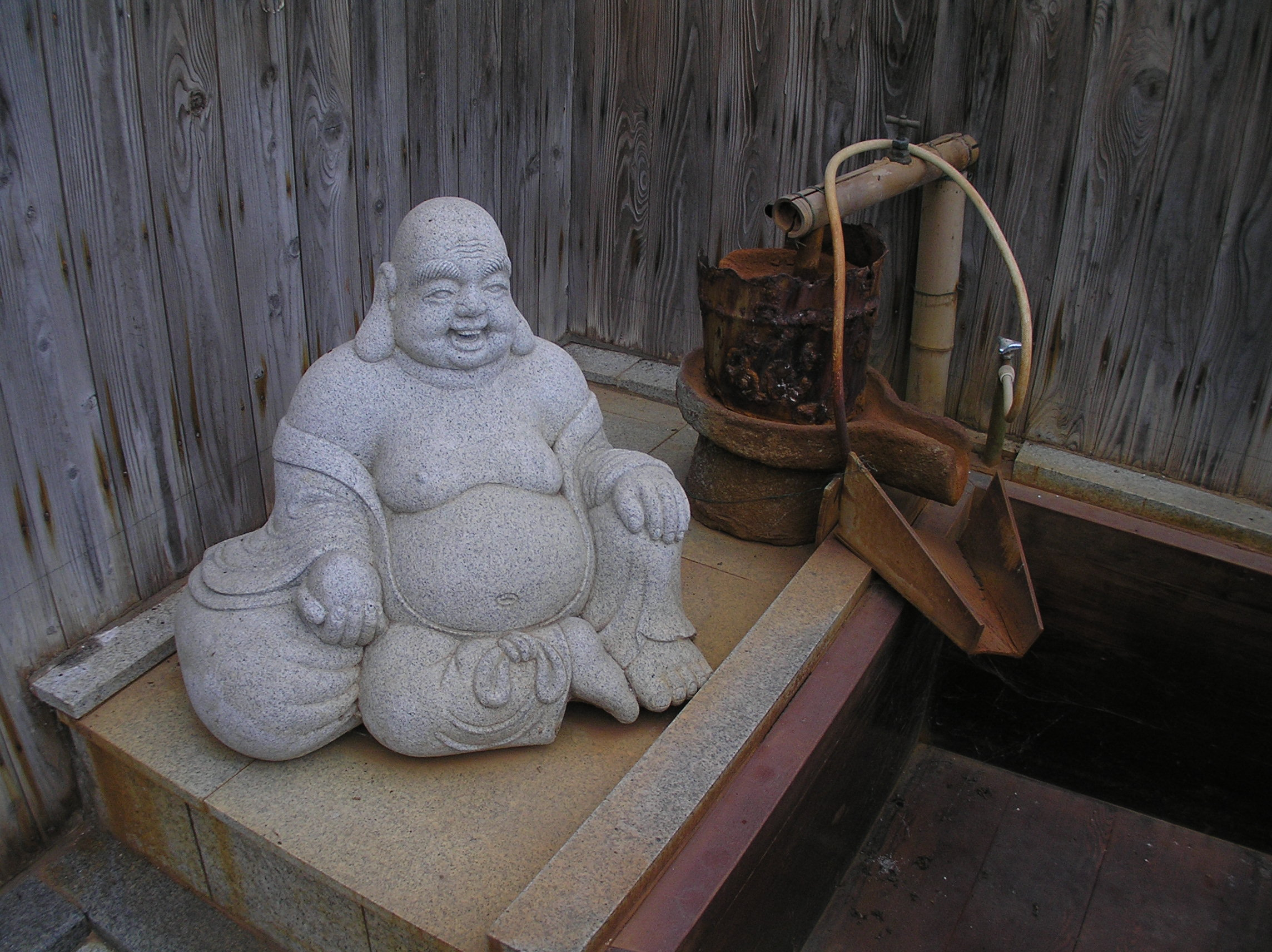
鄙びた湯治場の雰囲気を漂わせていた鍬渓温泉旧・浴槽の布袋と湯樋

湯小屋のすぐ前には、「塩の井」と書かれた石碑が建ち、温泉の歴史に言及される。それによれば、冷泉の鉱泉で、天正十年（1582年）に鍬渓神社の神託により湧き出したと伝えられている。この水で沐浴をすると病気がまたたくまに治るとのことで、昔は湯治場として賑わい、複数の温泉宿が存在したと伝聞されている（加東郡史による）。
昭和の初め頃にはこの冷泉を使った鍬渓温泉が存在していた。
1994年、地元の男性が建物を建設し、湯船や脱衣所などのを設け、次第に入浴料を取って営業するようになった。男性が体調を崩した後は愛好会が運営を担い、多い月には月800人の利用があった。
2005年（平成17年）2月リニューアルし、別棟であった受付および休憩所のバラックの母屋と浴室が一体化された。以前は湯小屋が母屋と離れており、男湯の浴槽は木製で傍らに布袋の石像が置かれ板塀で囲まれただけの素朴な味わいのあるものだった。リニューアル後は母屋と浴室はつながったため便利にはなったが、以前の純木質の湯小屋や布袋が置かれた浴槽などの素朴な風情がやや後退した。古い湯小屋はまだ残されている。
2010年6月、突如鍬渓温泉の閉館が伝わった。同年3月にボイラー用燃料タンクの配管が何者かにより切断され、温泉法上の許可がないままに営業していたため廃業せざるを得なくなった。関西最後の秘湯と謳われた鍬渓温泉は長い歴史の幕を下ろした。建屋は解体が決まったと伝えられる。
2017年3月、小野市は2017年3月定例会に提出する2016年度一般会計予算案に、鍬谷温泉の再生のための整備費1億2000万円を盛り込んだ。同年9月には小野市により1億6000万円を投じられ、205m2の平屋の和風木造施設の整備が決まった。
2018年5月10日、「鍬渓温泉きすみのの郷」として8年ぶりに営業が再開される。
2021年7月現在、新型コロナ禍のための休業や客足の減少が見られるものの、YouTubeなどでの紹介の影響もあり、知名度の向上で若年層の入浴客が漸増中である。

## 再建後
205m2の和風木造平屋の施設を整備し、男女別に岩風呂を新設。約5m2の湯船は3人程度しか入れず、洗い場は2人。源泉は塩分濃度が高いため、湯当たり防止の目的で水で薄められる。近くの源泉井戸から冷泉を加熱後、岩風呂に引く。同時に10人程度しか入れない狭さを逆手にとり「穴場感」や「秘湯感」を演出する。運営は以前同様、地元住民が担う。JR加古川線小野町駅で「ぷらっときすみの」を運営する地元のNPO法人による地元産そばの提供が行われる。また、小野アルプスが近いため、同時に温泉施設までの登山道が整備される。

## ギャラリー

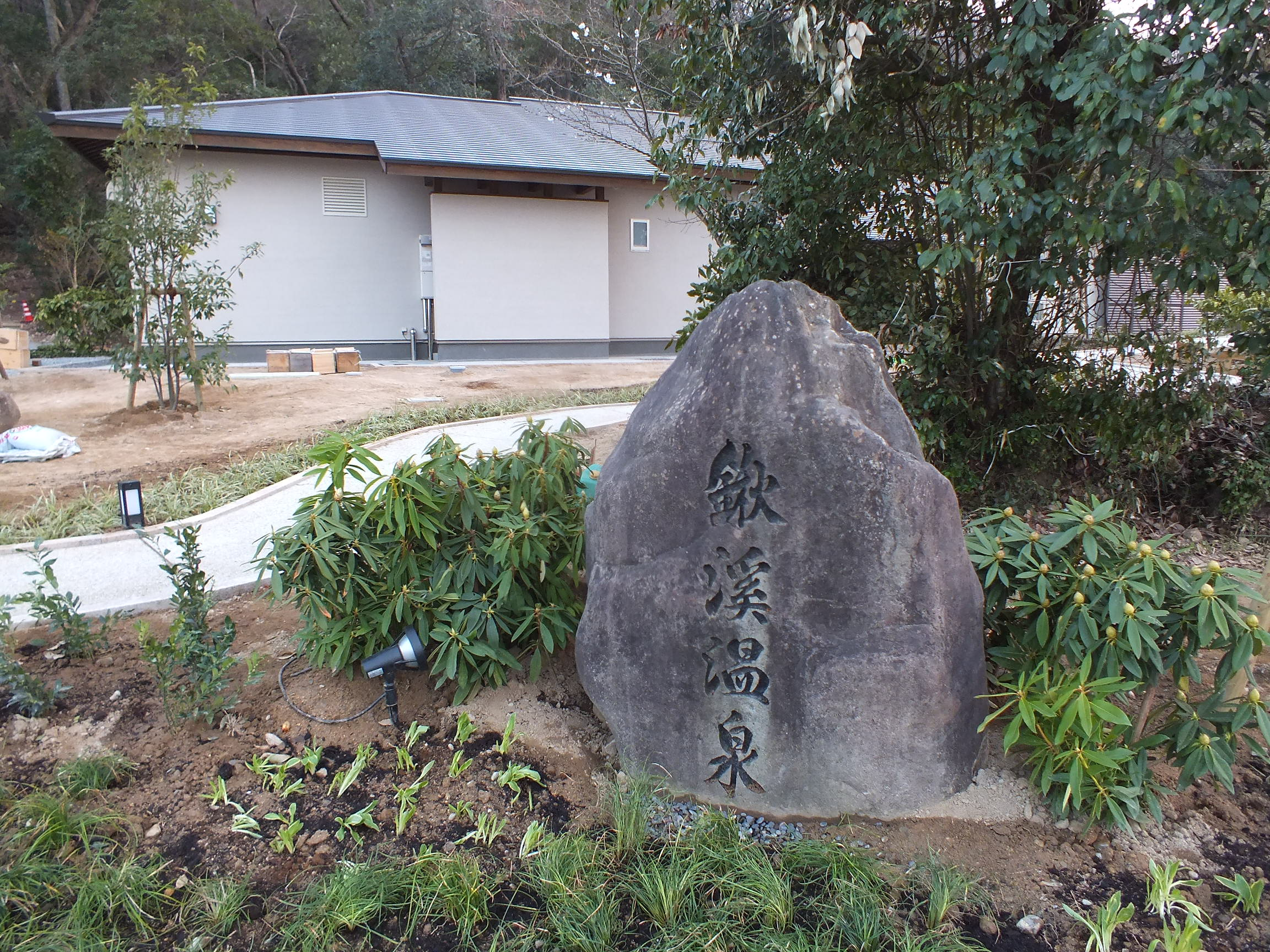
以前からあった石碑は新棟建設に当たって位置が変えられた。
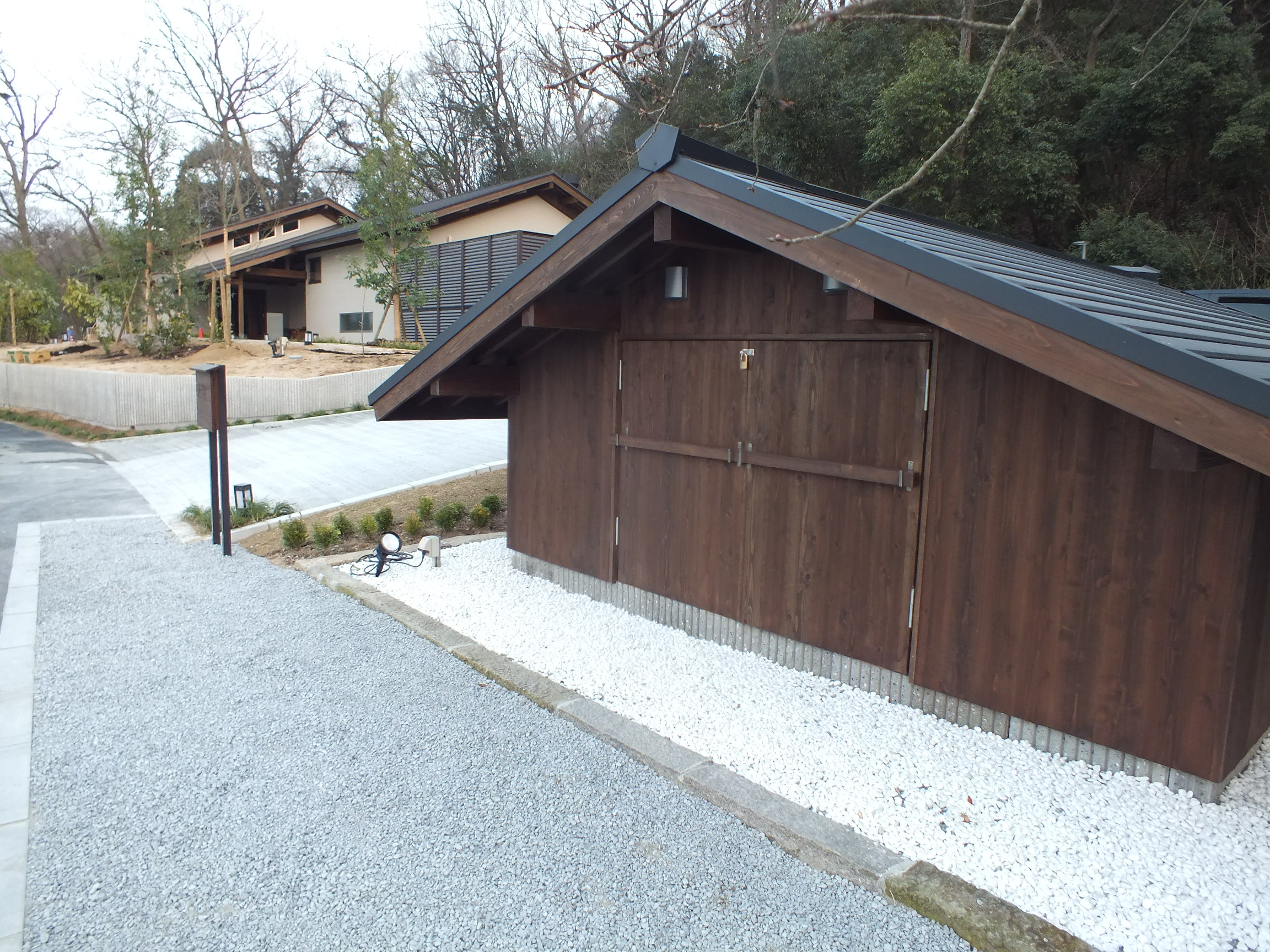
新たに扉と鍵が取付けられた源泉と左奥に見える新棟。
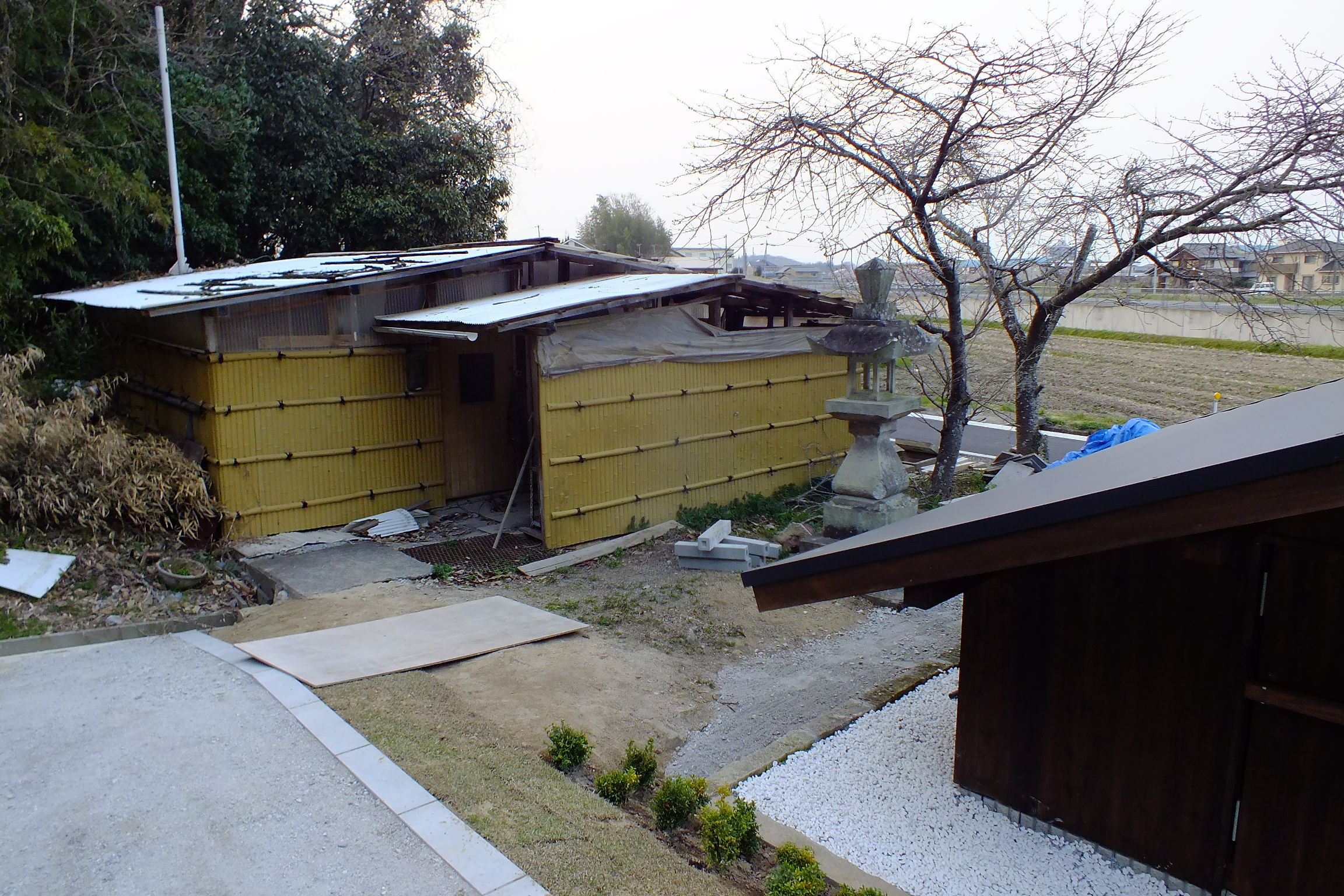
源泉小屋と今なお残る旧湯小屋。
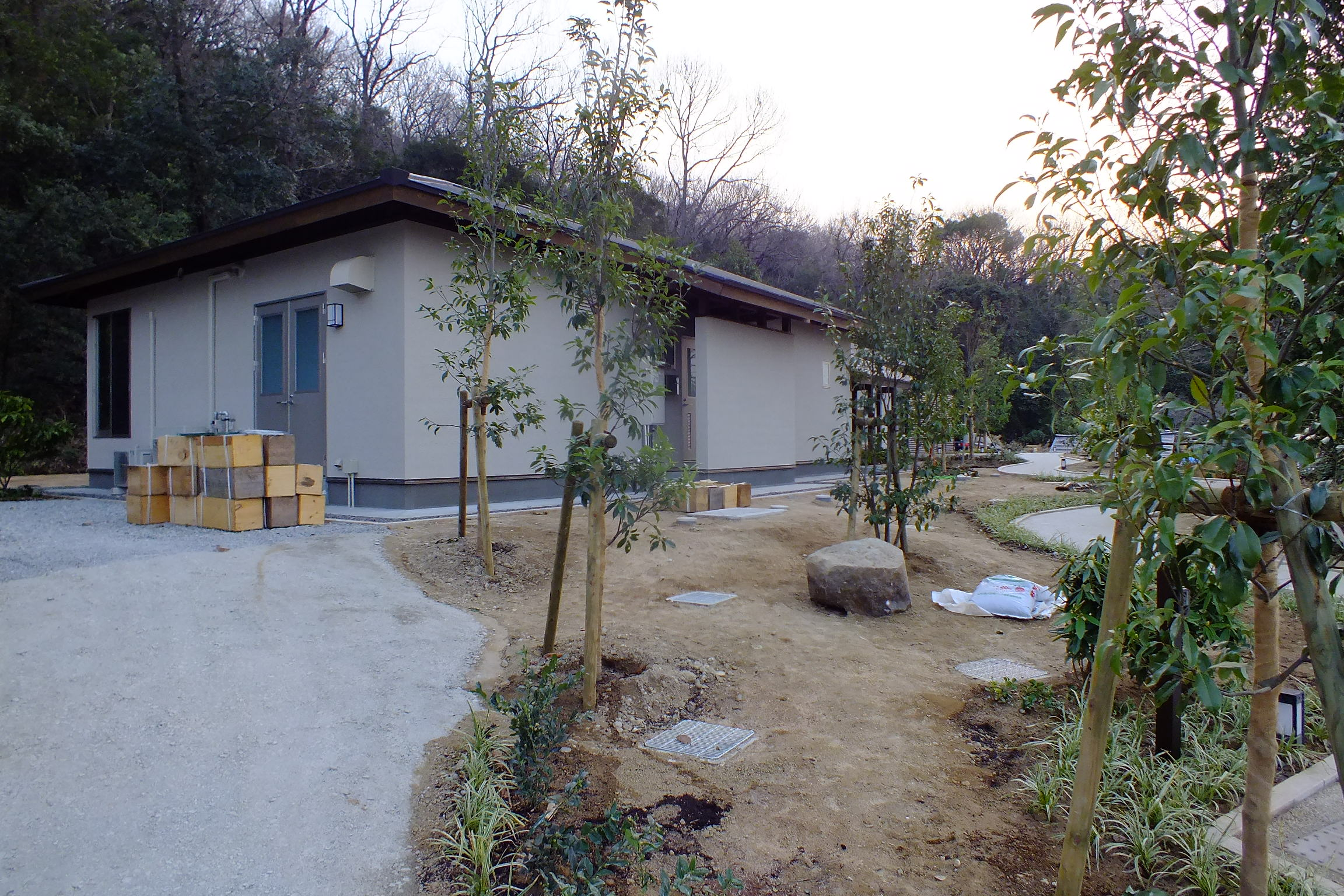
建設中で完成間近の新棟（2018年3月）。

## アクセス
- 鉄道：加古川線小野町駅から徒歩8分。
- 自動車：山陽自動車道三木小野ICより約10分。